# 横浜ビジネスパーク
横浜ビジネスパーク（よこはまビジネスパーク、Yokohama Business Park、YBP）は、神奈川県横浜市保土ケ谷区にある、野村不動産が所有するビジネスセンター。

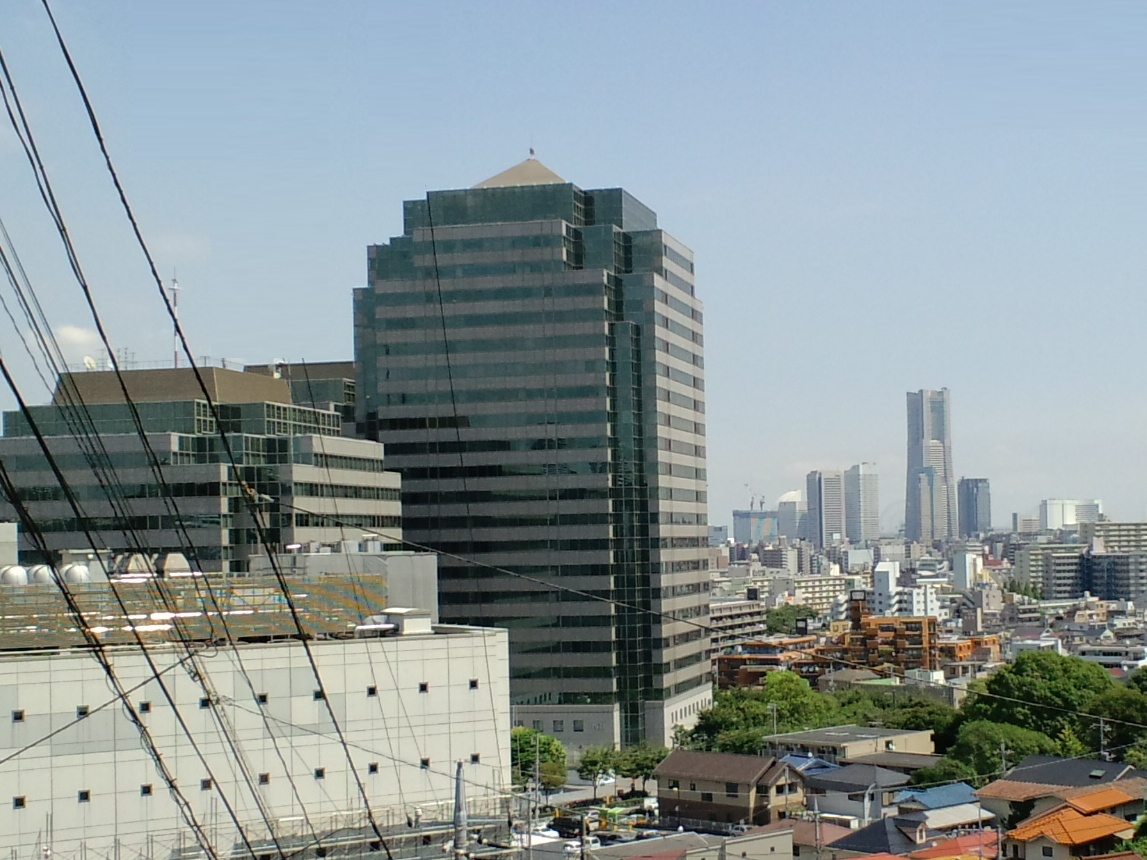
横浜ビジネスパーク遠景。中央がNRIタワー。

## 概要
1990年にオープンした。オフィスビル群にレストラン、スポーツセンター、公園を備えている。大小10棟の建物が、中央の公園「ベリーニの丘」を囲んだ構成になっている。日中は多くのオフィス勤務者のほか、近所の住民らが公園内を散策するなど、労働の場と憩いの場を合わせた施設になっている。　
バブル景気に建てられ、独特の景観からドラマ・映画・特撮などのロケによく使用され（後節参照）、フリーマーケットや区民の絵画展など地域住民向けの催しも行われる。本エリア内ではdocomo Wi-Fiやフレッツスポットといった公衆無線LANも利用することができる。

## 沿革
- 1897年、東京麦酒が工場建設、「東京ビール」及び瓶の製造を開始。
- 1907年、大日本麦酒に買収される。
- 1916年、隣接して日本硝子工業保土ケ谷工場が設立。
- 1920年、日本硝子工業が大日本麦酒へ併合され、全て製瓶工場へ転換。日本最大の製瓶工場となる。
- 1936年、大日本麦酒から分離独立して日本硝子（現・日本山村硝子）横浜工場となる。
- 1985年、横浜工場閉鎖。
- 1990年、横浜ビジネスパーク第1期工事完成。

## 施設

### ベリーニの丘
ベリーニの丘は、横浜ビジネスパークの中央にある公園。設計はマリオ・ベリーニ。「水のホール」を中心とした円形の構造。クリスマス期間には大きなクリスマスツリーが飾られる。音楽ライブや、キャラクターショーなどが行われることがある。
建築当初、オフィスビル内のインテリアについてもマリオ・ベリーニのデザインしたブランド製品を使用していたが、現在は価格の面から類似したデザインの他ブランドの製品を導入している。

### 横浜ガレリア
パーク内にはユーモアをコンセプトとした様々なアートが展示されている（YBPギャラリー）。

### 建物・テナント
ウエストタワー
- 郵便局

イーストタワー
- 2階：全国健康保険協会神奈川支部

テクニカルセンター
- UL Japan横浜事業所

PREZZO棟
主に飲食店が入っている。
- 休憩・フリースペースがある。
- AEL(学童クラブ)、東光電気工事株式会社、熱供給株式会社、富士ビジネス株式会社、新日本空調株式会社、内科医、歯科医

メガロス棟
- メガロス横濱

サウスタワー（旧NRIタワー）
- 野村総合研究所横浜開発センター
- NRIセキュアテクノロジーズ
- NRIワークプレイスサービス

その他の建物
- ノーススクエアI（旧称：Hi-techセンター）
- シェフラーR&Dセンター（ノーススクエアⅡ）
- ノーススクエアIII

#### かつてあった建物・テナント
オフィス・建物
- ソニー横浜リサーチセンター（ソニー、ソニー・エルエスアイ・デザイン）
- 日本ゲートウェイ2000→日本ゲートウェイ本社
- SPCCビル（スカパー・カスタマーリレーションズ）
- NRI横浜ラーニングセンター
- NRI横浜第一データセンター

店舗
- 丸善ブックメイツ　他

## 立地
最寄り駅は天王町駅で徒歩5分程であるが、星川駅からも10分弱の位置にある。
保土ケ谷駅からも12分程で歩け、無料送迎バスが運行されている。
保土ケ谷駅前のauショップ前から乗る事が可能。平日の8:00〜20:00まで12分間隔で運行。
東京麦酒の醸造所であったことから、近くには「ビール坂」と呼ばれる坂があり、昔を偲ばせている。

### 所在地
神奈川県横浜市保土ケ谷区神戸町134
- 北緯35度27分16秒 東経139度35分53秒 / 北緯35.45444度 東経139.59806度座標: 北緯35度27分16秒 東経139度35分53秒 / 北緯35.45444度 東経139.59806度

## 撮影が行われた主な作品
プロモーションビデオ
- B'z　『ねがい』
- CHAGE and ASKA　『この愛のために』
- access　『SCANDALOUS BLUE』
- GAGLE　『RAPワンダーDX』
- dream 　『Movin' on』

ドラマ
- 月の恋人〜Moon Lovers〜
- 女医
- 恋愛詐欺師
- バーチャルガール
- HERO
- プライド
- 人間の証明（2004年版）
- 富豪刑事
- 離婚弁護士
- スローダンス（SLOW DANCE）
- 容疑者 室井慎次
- 着信アリ
- ブラザー☆ビート
- 恋の時間
- 浅見光彦シリーズ　平家伝説殺人事件
- 特命!刑事どん亀
- 喰いタン
- 恋人はスナイパー
- ふぞろいの林檎たちIV
- デスノート (テレビドラマ)

特撮
- ウルトラシリーズ
  - ウルトラマンティガ（1996年）
    - ウルトラマンティガ THE FINAL ODYSSEY（2000年）

  - ウルトラマンガイア（1998年）
- ゴジラ2000 ミレニアム（1999年）[1][注釈 1]
- 仮面ライダーシリーズ
  - 仮面ライダーアギト（2001年）
  - 仮面ライダー龍騎（2002年）
  - 仮面ライダー555（2003年）
  - 仮面ライダー剣（2004年）
- スーパー戦隊シリーズ
  - 爆竜戦隊アバレンジャー（2003年）
  - 特捜戦隊デカレンジャー（2004年）
- 美少女戦士セーラームーン（2003年）

TVコマーシャル
- エステー化学「消臭ポット」
- 三菱銀行「飛べ！平成6年組」
- 味の素「アミノバイタル」（あしたへつなぐ篇）
- マクドナルド